# Der irrsinnige Liebhaber
Der irrsinnige Liebhaber ist eine Erzählung aus den Geschichten aus Tausendundeiner Nacht. In der Arabian Nights Encyclopedia wird sie als ANE 146 gelistet.
Die Kurzgeschichte berichtet von einem unglücklich Verliebten.

## Handlung
Abu al-'Abbas al-Mubarrad reist mit einer Gesellschaft nach al-Barid, wo sie im Kloster des Hesekiel Halt machen, das als Asyl für geistig verwirrte Menschen gilt. Einer der Bewohner zitiert in seiner Zelle weise Worte und Gedichte über die Liebe. Als Abu al-'Abbas al-Mubarrad erwähnt, dass von dem Mann beschriebene Frau gestorben ist, erklärt der Mann, dass dies zutrifft und er vom Leben nichts mehr zu erwarten hat. Daraufhin fällt er tot um. Abu al-'Abbas al-Mubarrad und die anderen Anwesenden betrauerten und bestatteten ihn. Als Abu al-'Abbas al-Mubarrad nach Bagdad zurückkehrte, erzählte er die Geschichte dem Kalifen al-Mutawakkil, der ebenfalls zutiefst ergriffen von der Geschichte war.

## Hintergrund
Abu 'l-'Abbâs al-Mubarrad, ein Grammatiker und Rhetoriker aus dem neunten Jahrhundert, lebt im Kloster von Hiraql, das als Asyl für geistig verwirrte Menschen dient. Einer der „Verrückten“ zitiert weise Worte über die Liebe und verweist auf ein Gedicht. Als Abu 'l-'Abbâs ihn darauf hinweist, dass seine Geliebte sicher gestorben ist, stirbt der Verrückte selbst. Abu 'l'Abbâs wird vom Kalifen al-Mutawakkil zurechtgewiesen.

### Textgeschichte in Tausendundeine Nacht
Die Geschichte ist in den ägyptischen Manuskripten und den meisten frühen arabischen Druckausgaben von Tausendundeine Nacht enthalten. Auf die Kalkutta II-Ausgabe griffen für ihre Übersetzungen Richard Francis Burton und Enno Littmann zurück.

### Rezeption
Die Geschichte findet sich in der klassisch-arabischen Literatur bereits im Murudsch al-dhahab von al-Mas'udi (gest. 956), in Masari' al-'uschschaq von Ibn al-Sarradsch (gest. 1106), in Thamarât al-awrâq von Ibn Hidscha al-Hamami (gest. 1434), in Tazyîn al-aswâq von Dawud al-Antaki (gest. 1599), in I'lam al-Nas von Muhammad Diyab al-Itlidi (17. Jahrhundert). Claude Bremond verglich verschiedene Versionen der Geschichte in den Werken von al-Yaqut (gest. 1229), Ibn al-Sarradsch, al-Khalidi (10. Jahrhundert) und al-Ibschihi (15. Jahrhundert).

### Weiteres
Der Erzähler Abu al-'Abbas al-Mubarrad war ein arabischer Grammatiker und Rhetoriker und lebte im 9. Jahrhundert.

## Ausgaben
- Enno Littmann: Die Erzählungen aus den tausendundein Nächten, Insel Verlag, Frankfurt 1968 (Erstausgabe 1922–1928), 6 Bände (Kalkutta-II-Edition), S. 560–562.